# Liam Parsons
Daniel Liam Parsons (Thunder Bay, 27 de junio de 1977) es un deportista canadiense que compitió en remo.
Participó en los Juegos Olímpicos de Pekín 2008, obteniendo una medalla de bronce en la prueba de cuatro sin timonel ligero.  Ganó una medalla de plata en el Campeonato Mundial de Remo de 2004, en el cuatro scull ligero.

## Palmarés internacional
| Juegos Olímpicos   | Juegos Olímpicos | Juegos Olímpicos  | Juegos Olímpicos          |
| Año                | Lugar            | Medalla           | Prueba                    |
| ------------------ | ---------------- | ----------------- | ------------------------- |
| 2008               | Pekín (China)    | Medalla de bronce | Cuatro sin timonel ligero |
| Campeonato Mundial |                  |                   |                           |
| Año                | Lugar            | Medalla           | Prueba                    |
| 2004               | Bañolas (España) | Medalla de plata  | Cuatro scull ligero       |